# De Mars

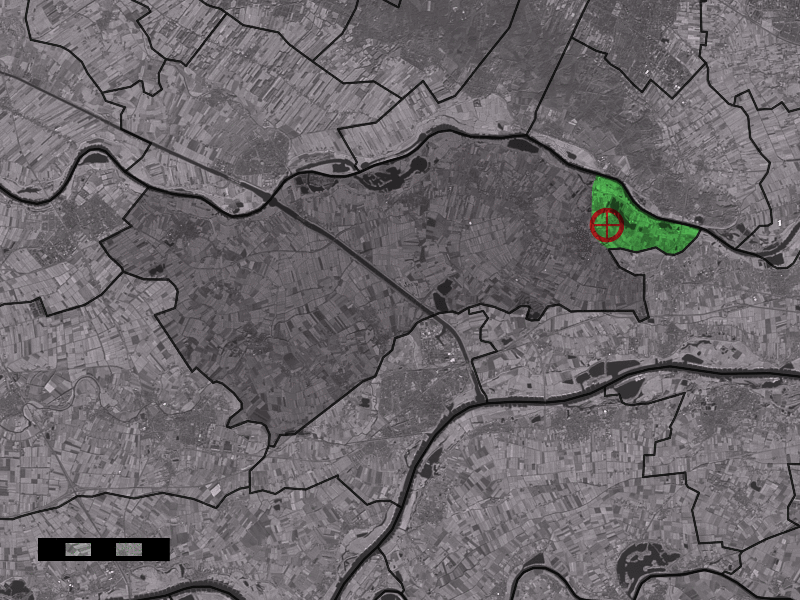
El pueblo (en rojo) y el distrito estadístico de De Mars, en el municipio de Buren.

De Mars es un pueblo de la provincia de Gelderland, en Holanda. Forma parte del municipio de Buren, y se encuentra a unos 8 km al sur de Veenendaal. El área estadística de De Mars, que también incluye el distrito rural aledaño, tiene una población de alrededor de 270 habitantes.
51°57′N 5°32′E / 51.950, 5.533
- Datos: Q2254591